# Andrea Bulgarella
Andrea Bulgarella (Valderice, 18 marzo 1946 – Pisa, 31 maggio 2025) è stato un imprenditore e dirigente sportivo italiano, presidente del Trapani Calcio e della Lucchese 1905.

## Biografia
È nato a Valderice il 18 marzo 1946 da Giuseppe e Agata Bulgarella; il nonno paterno, Andrea, aveva fondato nel 1902 un'impresa di costruzioni a Erice specializzata nella realizzazione di strade e proprietaria di alcune cave di pietrisco. Ha studiato da geometra in collegio a Genova e poi a Vercelli, iniziando gli studi universitari di ingegneria, lasciati a tre esami dalla laurea.
Negli anni 1970 ha iniziato il suo impegno alla guida dell'azienda di famiglia, espandendo l'attività verso l'edilizia privata. Nel corso degli successivi la sede dell'attività si è spostata a Pisa, occupandosi inoltre del recupero di numerosi edifici storici (prevalentemente strutture ricettive), tra cui il Grand Hotel Misurina a Misurina, l'Hotel Palazzo di Livorno, le colonie marine Principi di Piemonte e Regina Elena a Calambrone e la Tonnara di Bonagia, oltre che del trasporto marittimo fra Trapani, le isole Egadi e Pantelleria.
Dopo il fallimento dell'Associazione Sportiva Trapani 1906, ne ha rilevato il titolo sportivo fondando la Trapani Calcio S.p.A., passata in pochi anni dalla Serie D alla Serie C2 e poi C1 fino a sfiorare, nella stagione 1994-1995, la Serie B grazie all'allenatore Ignazio Arcoleo. Verso la fine della stagione sportiva 1997-1998, ha ceduto le azioni del Trapani ad un gruppo palermitano guidato dal commercialista Giuseppe "Pippo" Rosano. Alla fine del 2007 ha rilevato il 51,48% del pacchetto azionario del Pisa, allora in Serie B, per 3,5 milioni di euro, per ricederla pochi mesi dopo allo stesso presidente Leonardo Covarelli da cui l'aveva acquistata. Nel 2023 acquista le quote di maggioranza della Lucchese 1905 , di cui diviene presidente. Il 14 gennaio 2025 annuncia la vendita delle quote di maggioranza alla società Sanbabila S.r.l., e si dimette da presidente.
Andrea Bulgarella è sostenitore della comunità di recupero per giovani Mondo X, fondata da Padre Eligio a partire dagli anni '60, a cui ha donato un antico baglio che oggi ospita ragazzi ed operatori della comunità terapeutica.
Nel 2017 pubblica, insieme al giornalista Giacomo Di Girolamo, la sua autobiografia La partita truccata, edita da Rubbettino, seguita da altri due testi sul tema della malagiustizia.
È morto il 31 maggio 2025, stroncato da una grave malattia che da tempo lo affliggeva.

## Controversie
L'8 ottobre 2015 la Direzione distrettuale antimafia (DDA) di Firenze lo ha iscritto nel registro degli indagati, insieme ad una decina di imprenditori e funzionari di UniCredit (tra cui il vicepresidente Fabrizio Palenzona), nell'ambito di un'inchiesta del Raggruppamento operativo speciale (ROS) dei Carabinieri per presunti reati finanziari aggravati dal favoreggiamento alla mafia, oltre che per presunti legami diretti o indiretti col boss allora latitante Matteo Messina Denaro. Secondo l'inchiesta, Bulgarella avrebbe avrebbe maturato un'esposizione finanziaria di circa 65 milioni di euro richiedendo un prestito a Capitalia e Banco di Sicilia (entrambe poi confluite in UniCredit) e configurando un possibile tentativo di riciclaggio di denaro a favore di Cosa nostra. Il 26 aprile 2018 è la stessa Procura della DDA di Firenze a richiedere l'archiviazione, disposta dal giudice per le indagini preliminari (GIP) di Firenze. Nel 2019 il tribunale di Milano dispone la definitiva archiviazione di tutte le indagini a suo carico.
Nel 2014 gli sono stati contestati diversi reati finanziari in qualità di legale rappresentante della Edilcentro; secondo le accuse avrebbe evaso circa 2,7 milioni di euro nelle dichiarazioni annuali con modello unico 2013. Bulgarella è stato poi assolto nel 2023 dal Tribunale di Pisa in quanto i fatti contestati "non sono previsti dalla legge come reato", mantenendo tuttavia aperto un contenzioso con l'Agenzia delle entrate.

## Opere
- Andrea Bulgarella e Giacomo Di Girolamo, La partita truccata, Soveria Mannelli, Rubbettino Editore, 28 dicembre 2017, ISBN 978-8-84-985296-7.
- Andrea Bulgarella e Giacomo Di Girolamo, Finale di partita: la mia lotta contro il sistema: ultimo atto, Palermo, Associazione Network, 2020, ISBN 979-8-65-479310-2.
- Andrea Bulgarella e Giacomo Di Girolamo, Memoriale: su depistaggi e affari sporchi, malagiustizia, cricca delle banche, 2024, ISBN 979-8-33-286193-2.